# Jean-François Quint
Jean-François Quint ist ein französischer Mathematiker, der sich mit Dynamik von Gruppen beschäftigt. Er war im Labor Laboratoire Analyse, Géométrie et Applications (LAGA) des Instituts Institut Galilée der Universität Paris XIII tätig und ist seit 2012 an der Universität Bordeaux.
Er studierte an der École normale supérieure de Lyon und wurde 2001 bei Yves Benoist an der École normale supérieure (ENS) in Paris promoviert (Thèse de Doctorat: Sous-groupes discrets des groupes de Lie semi-simples réels et p-adiques). Seit 2002 (damals am „Institut Camille Jordan“ der École Centrale de Lyon) ist er Chargé de Recherche des Centre national de la recherche scientifique (CNRS). Seit 2005 war er in der Gruppe Ergodentheorie und Dynamische Systeme der LAGA.
2011 erhielt er mit Yves Benoit den Clay Research Award. In der Laudatio wurde „ihre spektakuläre Arbeit über stationäre Maße und geschlossene Orbits für Wirkungen nichtabelscher Gruppen auf homogenen Räumen“ hervorgehoben und speziell ihr Beweis einer Vermutung von Hillel Fürstenberg. Die Zusammenarbeit von Benoist und Quint auf diesem Gebiet begann 2007.

## Schriften
- Mesures de Patterson-Sullivan en rang supérieur. Geom. Funct. Anal. 12 (2002), no. 4, 776–809.
- mit Benoist: Mesures stationnaires et fermés invariants des espaces homogènes, Teil 1,2, Comptes Rendus Mathematiques Acad. Sci., Band 347, 2009, S. 9–13, Band 349, 2011, S. 341–345 sowie Annals of Mathematics, Band 174, 2011, S. 1111–1162
- mit Benoist: Random walks on finite volume homogeneous spaces, Inventiones Mathematicae, Band 187, 2012, S. 37–59
- mit Benoist: Stationary measures and invariant subsets of homogeneous spaces (II). J. Amer. Math. Soc. 26 (2013), no. 3, 659–734.
- mit Benoist: Stationary measures and invariant subsets of homogeneous spaces (III). Ann. of Math. (2) 178 (2013), no. 3, 1017–1059.